# Decaisnina djamuensis
Decaisnina djamuensis är en tvåhjärtbladig växtart som först beskrevs av Johann Wilhelm Krause, och fick sitt nu gällande namn av Bryan Alwyn Barlow. Decaisnina djamuensis ingår i släktet Decaisnina och familjen Loranthaceae. Inga underarter finns listade i Catalogue of Life.